# La Complainte de la Butte
La Complainte de la Butte  (El lamento de la colina) es una canción francesa con letra de Jean Renoir y música de Georges van Parys. Se compuso para la película French Cancan (1955) del propio Jean Renoir. Se considera un clásico de la canción francesa.
En la película, Henri Danglard —personaje interpretado por Jean Gabin—, director de una sala de espectáculos, presenta a la debutante Esther Georges —papel de la actriz Anna Amendola—, que canta por primera vez La Complainte de la Butte, aunque la voz es la de Cora Vaucaire. La colina a la que se refiere el título de la canción es la de Montmartre.
Tras la interpretación original de Cora Vaucaire, otros artistas han realizado versiones de La complainte de la Butte, entre ellos: André Claveau, Patachou (1955), Marcel Mouloudji (1955), Barbara y Frank Álamo a duo (1964), Renzo Gallo (1974), Francis Lemarque (1988), Patrick Bruel y Francis Cabrel —de nuevo a duo— (2002), Hélène Ségara (2008), Lambert Wilson (1997), Daniel Darc (publicada póstumamente en 2013) o Zaz (2014).
Además de en French Cancan, la canción aparece en la película Moulin Rouge! (2001), interpretada por Rufus Wainwright.